# Yngling på guld
Yngling på guld är en bok av Ernst Brunner från 2007 om konstkuppen mot Nationalmuseum i Stockholm den 23 december 2000. Boken kretsar kring det självporträtt av Rembrandt van Rijn som stals vid kuppen.